# Joachim Declerck
Joachim Declerck (Kortrijk, 1979) is een Belgische architect en stedenbouwkundige. Hij studeerde aan de Universiteit Gent.
Van 2008 tot 2010 leidde hij het ontwikkelingsprogramma van het Berlage Instituut in Rotterdam.
Declerck is vooral een theoreticus. Hij is oprichter en directeur van Architecture Workroom Brussels (2010), een door de overheid gesubsidieerde denktank die overheden, private partners en culturele instellingen samenbrengt om innovatieve ideeën te ontwikkelen op het gebied van architectuur en stedenbouw, in functie van nieuwe ruimtelijke tendensen. In 2015 werd in samenwerking met de Vlaamse overheid een rapport uitgebracht waarin wordt onderzocht wat de ruimtelijke gevolgen zouden kunnen zijn van de stijging van de zeespiegel omwille van de klimaatverandering. Het rapport voorzag dat in het ergste geval een aantal kuststeden zouden moeten worden opgegeven.
Declerck/AWB was de curator van de tentoonstelling Building for Brussels in de BOZAR (2010). In 2012 en 2018 was Declerck co-curator van de Internationale Architectuur Biënnale Rotterdam. In 2012 was hij hoofdcurator van The Ambition of the Territory, de Belgische inzending voor de Architectuur Biënnale van Venetië. Na deze biënnale trachtte hij verschillende Belgische actoren die een ruimtelijke impact hebben, maar traditioneel minder bezig zijn met ruimtelijk beleid (zoals kleine industriëlen of de boerenbond) samen te brengen om een gezamenlijke ruimtelijke visie te ontwikkelen.
In 2015 was hij curator van de tentoonstelling Architecture for Justice. In een opiniestuk bekritiseerde hij de werkwijze waarop sommige bouwpromotoren reeds een bouwaanvraag opmaakten voor de bouw van een nieuw gerechtsgebouw in Brussel, nog voor de overheid haar eisen had bekendgemaakt. Hij vreest dat dit zal leiden tot banale architectuur. Declerck is algemeen van oordeel dat de overheid zich te afzijdig houdt bij stadsontwikkeling die volgens hem te veel in handen wordt gegeven van private ontwikkelaars.